# École des beaux-arts du Vietnam
Pour les articles homonymes, voir École des beaux-arts.
L'École des beaux-arts du Vietnam (vietnamien : Trường Đại học Mỹ thuật Việt Nam) est une école d'art vietnamienne située dans le district de Hai Ba Trung à Hanoï. 
Elle a été fondée en 1924, à l'époque de l'Indochine française, sous le nom d’École des beaux-arts de l'Indochine (EBAI), elle devient le 20 octobre 1938,  « L’Ecole des Beaux-Arts et des Arts appliqués ».  puis est renommée en 1945 Université des Beaux-Arts du Viêt Nam. 
Elle a formé de nombreux artistes vietnamiens importants et participe à de nombreux programmes d'échanges internationaux.

## Histoire
L'École des beaux-arts de l'Indochine (EBAI) a été fondée le 27 octobre 1924 par le gouverneur général de l'Indochine, Martial Henri MERLIN, dans la lignée de l'École nationale des beaux-arts d'Alger, fondée en 1843, et de l'École des beaux-arts de Tunis, fondée en 1923 à la suite d'un rapport de Paul-Marie-Alexis-Joseph BLANCHARD DE LA BROSSE (1872-1945), directeur p. i. de l’Instruction publique en Indochine (puis gouverneur de la Cochinchine de 12/1926 à 01/1929), daté du 10 octobre 1924. Elle était destinée à tous les étudiants en art de l'Indochine française, même si, inévitablement, la plupart venaient d'Hanoï et du Tonkin,. Elle a formé plusieurs générations d'étudiants vietnamiens (et quelques étudiants laotiens et cambodgiens) à la peinture de tradition occidentale, ouvrant la voie à un style d'art moderne spécifiquement vietnamien.
Victor TARDIEU fut son premier directeur, jusqu'à sa mort, le 12 juin 1937, puis le sculpteur Évariste JONCHERE la dirigea de 1938 à 1945.
Plusieurs des artistes français qui y enseignèrent, comme dans les écoles d'art du sud du pays, étaient des gagnants du Prix d'Indochine : depuis 1925, remporter le prix permettait d'y enseigner un an. Parmi ces professeurs, on compte le peintre Joseph Inguimberty (de 1926 à 1945) et Alix Aymé, femme du général Georges Aymé, qui y revivifia la tradition de la peinture sur laque.

### Élèves célèbres

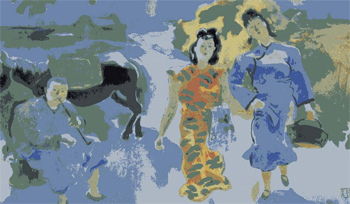
Marché de montagne, par Nguyễn Tường Lân (avant 1946).

- Nguyen Phan Chanh (1892-1984), le premier à exposer de la peinture sur soie à Paris en 1931.
- Tô Ngọc Vân (1906–1954), peintre mort à la bataille de Diên Biên Phu.
- Nguyen Gia Tri (1906-1966), peintre catholique connu pour ses laques, fondateur en 1954 de l'École des Beaux-Arts de Saïgon[6].
- Nguyễn Tường Lân (1906-1946).
- Nguyễn Sáng (1923-1988), peintre sur laque et à l'huile.
- Tran Phuc Duyen (1923-1993), peintre sur laque, diplômé en 1946, s'installe à Paris en novembre 1954, puis à Jegenstorf (Suisse) en 1968.
- Nguyễn Khang (1912-1989), autre peintre sur laque.
- Nguyễn Sỹ Ngọc (1919-1990)
- Huỳnh Văn Gấm (1922-1987).
- Dương Bích Liên (1924-1988).
- Phạm Đăng Trí (1920-1986), peintre sur soie.
- Doan Giap Vo (né en 1919), peintre, peintre sur laque, peintre sur soie.
- Tạ Tỵ (1922-2004), influencé par le cubisme, emprisonné après 1975, exilé en Californie en 1983[7].
- Lê Thị Lựu (1911-1988), une des rares étudiantes, qui émigra à Paris dans les années 1930[8].
- Mai-Thu (1906-1981), émigré en France à la même époque
- Le Pho (1907-2001), élève de la première promotion, qui y enseigna à partir de 1933 et poursuivit également sa carrière en France.
- Vũ Cao Đàm (1908-2000), quatrième peintre émigré à Paris dans les années 1930.
- Luc Pham (né en 1943), peintre
- Trần Quang Trân (1900-1969), élève de la promotion de 1932. Peintre, peintre sur laque, illustrateur.
- Võ Lăng (1921-2005), élève de la promotion de 1942, emprisonné en 1945, exilé à Hong Kong puis en France, où il poursuit sa carrière.
- Phan Kế An (1923-2018), élève de la promotion de 1944. Peintre et peintre sur laque.

### Après 1945
En 1945, au mois d’août, L’Ecole est reprise par le gouvernement provisoire de la République démocratique du Viêt Nam.
En 1950, elle est transférée sous la direction du peintre To Ngoc Van, à Đại Từ, dans la Province de Thái Nguyên, dans la zone de résistance de Viet Bac.
En 1954, les professeurs et les étudiants reviennent à Hanoï.
En 1957, est créée une nouvelle École Supérieure des Beaux-Arts de Hanoï, dirigée par le peintre graveur laqueur Tran Van Can (1910-1994).
En 1981, elle est renommée Université des Beaux-Arts de Hanoï. Elle dispense des programmes de licences en beaux-arts en cinq ans, ainsi que des Masters en deux ans (ou trois ans à temps partiel), dans les domaines de la peinture, des arts graphiques et de la sculpture, ainsi que des programmes de licences en éducation artistique en quatre ans.
En 2008, elle devient Université des Beaux-Arts du Viêt Nam.